# (2310) Olshaniya
(2310) Olshaniya (1974 SU4; 1959 CZ; 1971 FS; 1977 JJ) ist ein Asteroid des äußeren Hauptgürtels, der am 26. September 1974 von der ukrainischen (damals: Sowjetunion) Astronomin Ljudmyla Schurawlowa am Krim-Observatorium (Zweigstelle Nautschnyj) auf der Halbinsel Krim (IAU-Code 095) entdeckt wurde.

## Benennung
(2310) Olshaniya wurde nach Konstantin Olshanskij und weiteren Soldaten benannt, die 1944 die Stadt Mykolajiw im Oblast Mykolajiw (Ukraine) im Zweiten Weltkrieg zurückeroberten, nachdem sie seit 1941 durch die Wehrmacht besetzt gewesen war.